# Gene Parsons
Gene Victor Parsons (født 4. september 1944 i Morongo Valley, Californien) er en amerikansk trommeslager, banjospiller, guitarist, sanger, sangskriver og musiker. Gene Parsons har spillet i flere grupper gennem tiden, men er nok bedst kendt for at have været medlem af The Byrds i perioden 1968-1972. Gene Parsons er desuden uddannet som maskinist og har udviklet "The string bender", en anordning til elektrisk guitar, sammen med guitaristen Clarence White.

## Diskografi

### The Byrds
- Dr. Byrds & Mr. Hyde (1969)
- Ballad of Easy Rider (1969)
- (Untitled) (1970)
- Byrdmaniax (1971)
- Farther Along (1971)
- Live at the Fillmore – February 1969 (2000)
- Live at Royal Albert Hall 1971 (2008)

### Gene Parsons
- Kindling (1973)
- Melodies (1979)
- Gene Parsons in Concert - I Hope They Let Us In (2001)

### The Flying Burrito Brothers
- Flying Again (1975)
- Airborne (1976)
- Red Album: Live Studio Party in Hollywood (2002)

### Nashville West
- Nashville West (a.k.a. The Legendary Nashville West Album) (1976)

### Parsons Green
- Birds of a Feather (1988)
- Live From Caspar (2001)

### Haywire
- Nature Quest: Bluegrass Christmas (1998)

### Guilbeau & Parsons
- Louisiana Rain (2002)

### Gene Parsons & David Hayes
- Gene Parsons & David Hayes (2016)

### The Mendocino Quartet
- Way Out There (2017)